# Momentary Bliss
 (juin 2022).
La mise en forme du texte ne suit pas les recommandations de Wikipédia : il faut le « wikifier ».
Les points d'amélioration suivants sont les cas les plus fréquents :
- Les titres sont pré-formatés par le logiciel. Ils ne sont ni en capitales, ni en gras.
- Le texte ne doit pas être écrit en capitales (les noms de famille non plus), ni en gras, ni en italique, ni en « petit »…
- Le gras n'est utilisé que pour surligner le titre de l'article dans l'introduction, une seule fois.
- L'italique est rarement utilisé : mots en langue étrangère, titres d'œuvres, noms de bateaux, etc.
- Les citations ne sont pas en italique mais en corps de texte normal. Elles sont entourées par des guillemets français : « et ».
- Les listes à puces sont à éviter, des paragraphes rédigés étant largement préférés. Les tableaux sont à réserver à la présentation de données structurées (résultats, etc.).
- Les appels de note de bas de page (petits chiffres en exposant, introduits par l'outil «  Source ») sont à placer entre la fin de phrase et le point final[comme ça].
- Les liens internes (vers d'autres articles de Wikipédia) sont à choisir avec parcimonie. Créez des liens vers des articles approfondissant le sujet. Les termes génériques sans rapport avec le sujet sont à éviter, ainsi que les répétitions de liens vers un même terme.
- Les liens externes sont à placer uniquement dans une section « Liens externes », à la fin de l'article. Ces liens sont à choisir avec parcimonie suivant les règles définies. Si un lien sert de source à l'article, son insertion dans le texte est à faire par les notes de bas de page.
- La présentation des références doit suivre les conventions bibliographiques. Il est recommandé d'utiliser les modèles {{Ouvrage}}, {{Chapitre}}, {{Article}}, {{Lien web}} et/ou {{Bibliographie}}. Le mode d'édition visuel peut mettre en forme automatiquement les références.
- Insérer une infobox (cadre d'informations à droite) n'est pas obligatoire pour parachever la mise en page.

Pour une aide détaillée, merci de consulter Aide:Wikification.
Si vous pensez que ces points ont été résolus, vous pouvez retirer ce bandeau et améliorer la mise en forme d'un autre article.
Singles de Gorillaz
Tranz Désolé
(2020)
Pistes de Song Machine: Season One - Strange Timez
Désolé
Momentary Bliss est une musique du groupe virtuel Gorillaz, en featuring avec le rappeur britannique Slowthai et du duo punk rock basé au Kent : Slaves. La chanson est la première musique à être sortie pour le projet de Gorillaz nommé Song Machine: Season One, une web serie consistant de singles et de clips sortis le long de l'année 2020 par le groupe, où chaque épisode contient des featuring avec différents musiciens invités sur de nouveaux titres de Gorillaz. Il s'agit du premier single sorti leur septième album studio, Song Machine: Season One - Strange Timez.

## Historique et enregistrement
Momentary Bliss durant l'été de l'année 2019 au Studio 13 de Damon Albarn à West London. Albarn avait précédemment travaillé avec Slaves sur le projet Africa Express, et le duo avait déjà travaillé avec Slowthai sur son album Nothing Great About Britain, sur la chanson Missing.
La chanson a été présentée comme étant la première de 11 pistes devant sortir sur le projet de Gorillaz nommé Song Machine, qui vois le groupe sortir une nouvelle chanson chaque mois avec des collaborateurs inconnus à l'avance. Damon Albarn et Remi Kabaka Jr. ont discutés avec Annie Mac de BBC Radio 1 pour la première officielle de la chanson, déclarant que Song Machine : "a peut-être un arc narratif complexe à la fin de chaque saison, mais c'est plus comme Ozark, que comme Designated Survivor. Vous continuez jusqu'à ce que vous soyez à court d'idées." (Original: "may have an obtuse narrative arc at the end of each season, but it's more Ozark, than Designated Survivor. You just keep going until you run out of ideas."),,
AUn communiqué de presse a été publié pour expliquer davantage l'initiative, avec Russel Hobbs, membre virtuel de Gorillaz, qui a déclaré : "Song Machine est une toute nouvelle façon de faire ce que nous faisons, Gorillaz brisant le moule parce que le moule a vieilli. Le monde bouge plus vite qu'une particule surchargée, alors on doit rester prêt à lâcher. On ne sait même pas qui sera le prochain à entrer dans le studio. "Song Machine" se nourrit de l'inconnu, fonctionne sur le chaos pur. Alors quoi qu'il arrive, on est prêts à produire comme s'il n'y avait pas de lendemain."(Citation originale : "Song Machine is a whole new way of doing what we do, Gorillaz breaking the mould 'cos the mould got old. World is moving faster than a supercharged particle, so we've gotta stay ready to drop. We don't even know who's stepping through the studio next. Song Machine feeds on the unknown, runs on pure chaos. So whatever the hell's coming, we're primed and ready to produce like there's no tomorrow.")

## Composition
Les critiques ont décris le single comme du punk rock, de l'électronique, de pop punk
de ska, de hip hop, de britpop et de reggae rock. Mark Beaumont de The Independent a décris la chanson comme “sci-fi ska”. Par la suite, Thomas Smith de NME a remarqué le timbre punk, decrivant la chanon de “punk rager”.
Damon Albarn utilise une interpolation du chorus de "Lovely Rita" par The Beatles; cette interpolation a lieu avant le premier couplet de Slowthai, avant le couplet de 2D, et dans l'intro et le chœur final de Holman.

## Clip
Le clip de cette chanson a été filmé au studio d'Albarn à West London, avec Slowthai et Slaves. La vidéo, dont la première a eu lieu le 30 janvier 2020, met en scène les personnages animés du groupe qui enregistrent la chanson avec des invités. La vidéo marque également le retour de Murdoc Niccals, qui était absent du sixième album studio du groupe, The Now Now.
Dans la vidéo, réalisée par Jamie Hewlett, Tim McCourt et Max Taylor, Murdoc tente d'empoisonner la boisson d'Albarn pendant une session d'enregistrement mais finit par tomber malade après n'avoir observé aucun effet secondaire et avoir testé le poison sur lui-même,,.

## Tracklist
| 1.   | Machine Bitez #1 (with 2-D, Murdoc and Russel Hobbs) |                            | 0:44 |
| 2.   | Momentary Bliss (featuring Slowthai and Slaves)      | - Gorillaz - Dean - Kabaka | 3:41 |
| 3.   | Machine Bitez #2 (with 2-D and Slaves)               |                            | 0:56 |
| 4.   | Machine Bitez #3 (with 2-D and Slowthai)             |                            | 1:01 |
| 6:22 |                                                      |                            |      |

## Personnel
Gorillaz
- Damon Albarn – voix, instrumentation, réalisateur, guitare
- Jamie Hewlett – conception artistique, conception de personnages, réalisation vidéo
- Remi Kabaka Jr. – programmation de la batterie

Musiciens et personnel supplémentaires
- Slowthai – voix
- Laurie Vincent – guitare, voix
- Isaac Holman – batterie, voix
- Mike Dean – programmation de la batterie
- Stephen Sedgwick – ingénieur en mixage, ingénierie
- Samuel Egglenton – ingénierie
- John Davis – ingénieur en mastering

## Charts
| Chart (2020)                            | Peak position |
| --------------------------------------- | ------------- |
| Flander Tip (Ultratip)                  | 29            |
| Ireland (IRMA)                          | 74            |
| New Zealand Hot Singles (RMNZ)          | 17            |
| Royaume-Uni (UK Singles Chart)          | 58            |
| Billboard US Hot Rock Songs (Billboard) | 3             |